# 愛田純
愛田 純（あいだ じゅん）は、日本の女優。

## 略歴
1970年代の東映のいわゆるピンキー・バイオレンス映画に脇役として多数出演。お色気を売りにした他の女優と比べてボーイッシュな容貌とワイルドな魅力を備えており、迫力ある乱闘シーン、ケンカシーンで見せ場を作った。着衣のままだとスレンダーだが、ヌードは意外に豊満でもあった。
石井輝男監督、池玲子主演の『やさぐれ姐御伝 総括リンチ』では、これまでのボーイッシュなムードとは一転し退廃的で白痴っぽい演技を見せてもいる。
テレビドラマにも映画同様、不良少女の役で少なからぬ出演作があり、なかでも東京12チャンネルで放送された｢高校教師 (1974年のテレビドラマ)｣は、その代表作といえる。
なお、活動初期は「愛田ジュン」と名前がカタカナ表記だった。

## 出演

### テレビドラマ
- プレイガール（1973年2月、東映・東京12ch） - 第203話「女番長対プレイガール」出演
- 新・サインはV（1973年 - 1974年、TBS）坂口良子主演
- 高校教師（1974年、東宝・東京12ch）レギュラー出演・浅野秋子役
- 純愛山河 愛と誠（1974年、東京12ch） - 池上季実子主演
- 太陽にほえろ!（東宝・NTV）
  - 第124話「仰げば尊し」（1974年） - イサムのバイク仲間
  - 第147話「追跡! 拳銃市場」（1975年） - 石川の恋人

### 映画
- 女囚701号/さそり（1972年、東映東京）
- 狂走セックス族（1973年、東映京都） - 渡瀬恒彦主演
- 女番長 感化院脱走（1973年、東映京都）
- やさぐれ姐御伝 総括リンチ（1973年、東映京都）
- 恐怖女子高校 不良悶絶グループ（1973年、東映京都）
- 恐怖女子高校 アニマル同級生（1973年、東映京都）
- 女番長 タイマン勝負（1974年、東映京都）
- 女番長 玉突き遊び（1974年、東映京都）
- 激突！若大将（1976年、東宝）